# Thomas Thiemeyer
Thomas Thiemeyer (* 1963) je německý spisovatel a ilustrátor knih.

## Život
Thomas Thiemeyer studoval umění a geologii v Kolíně nad Rýnem. V roce 1989 byla vydavatelstvím Ravensburg, kde pracoval od roku 1987 jako grafický poradce a vytvářel layouty, vydána první kniha s jeho ilustracemi Velká kniha pravěkých ještěrů (Das große Buch der Saurier). Poté se osamostatnil a odstěhoval se svou ženou do Stuttgartu. Jako umělec na volné noze ilustroval hry, knihy pro děti, obaly knih apod. Krom jiného pracoval pro firmy jako Heyne, Arena, Fantasy Productions, Beltz&Gelberg, Harper Collins, Random House nebo Wizards of the Coast. Spolupracoval také s režisérem Darrenem Aronofskym. Bavorská televize věnovala malířskému umění Thomase Tiemeyera dvacetiminutový příspěvek ve svém programu Space Art. Jeho díla byla několikrát oceněna cenou Kurda Laßwitze a cenou německé fantasy literatury.
Během let se víc a víc věnoval psaní. V roce 2004 se díky nakladatelství Droemer Knaur objevil jeho debutový román Medusa (do češtiny přeložen jako Kamenné oko). Většina jeho románů se stala bestsellery a byla přeložena do několika světových jazyků.
Příběhy Thomase Thiemeyera zachovávají tradici klasických dobrodružných románů. Vyprávějí o nálezu zaniklé civilizace a hrozbě vyvolané záhadnými silami.

## Dílo
Mystery thrillery
- Valhalla, 2014

Popis knihy
Rok 2015, Špicberky – nejsevernější obydlené místo. Svět ledu a sněhu, zahalený po čtyři měsíce polární nocí. Zde se chystá archeoložka Hana Petersová prozkoumávat pod arktickým ledem tajemné stavby. Rozpouštějící se led vydal pravděpodobně základy jedné mystické severské říše. Hana však není první, která ruiny prozkoumává…
Rok 1944. V anektovaném Norsku, daleko od jakéhokoli osídlení, spěje ke konci projekt horší než vše, co kdy člověk vymyslel. Biologická časovaná bomba pohřbená pod věčným ledem. Kód: Valhalla.
- Korona, 2010

Antropoložka Amy Walkerová trpí nočními můrami od chvíle, kdy záhadně zmizel člen jejího týmu. Paradoxně má nyní posílit tým propuštěný vězeň. Nikdo - kromě goril – mu nevěří. Když tým vyráží navzdory hrozící sluneční aktivitě a zvláštním povětrnostním jevům do východoafrického pohoří Ruwenzori, aby objevili pohřešované osoby, začíná dobrodružství, které přivádí Amy až na hranici psychických sil.
- Nebra, 2009

Oficiální popis knihy
Hotely a obce v okolí harzského Brockenu se připravují na nápor turistů u příležitosti Valpuržiny noci. Přijíždí tam i archeoložka Hana Petersová, aby pokročila v bádání nad Nebeským diskem z Nebry, tajemstvím opředeným senzačním nálezem z doby bronzové, chloubou zemského muzea. V bezprostřední blízkosti nálezu, hluboko v podzemním jeskynním systému, číhá pradávná síla a zdá se, že právě na Hanu – a na tradiční rej čarodějnic…
- Magma, 2007

Seizmoložka Dr. Ella Jordanová se dozvídá, že byly vprostřed Pacifiku zaznamenány zvláštní signály, které jsou příliš pravidelné na to, aby byly přírodního původu. Vycházejí z Marianského příkopu, který je hluboký přes 10.000 metrů. Sem míří tým badatelů s nejmodernější ponorkou světa a Ella zanechá všeho, jen aby se k nim mohla připojit. Spolu s mezinárodním týmem se potápí do nejhlubšího místa země a stěží uniká zkáze. Nacházejí zde obrovský, perfektně oblý kámen, který reaguje na jejich sondáž smrtelným tepelným paprskem. Ve Švýcarských horách se nachází tajná laboratoř, ve které vědci zkoumají podobný, jen poněkud menší kámen, který byl nalezen vedle pozůstatků těla geologa o desetiletí dříve. Náhle jsou detekovány nové signály z různých míst zeměkoule. Stejné záhadné kameny se objevují všude po světě. Když začnou vysílat své signály současně, vyvolané seizmické vlny jsou tak silné, že způsobují zemětřesení a vulkanickou činnost. To je však teprve začátek. Odpočítávání k zahájení zkázy započalo a Ella zjišťuje hrůznou pravdu: Hrozba nepřichází z tohoto světa.
- Reptilia (Podzemní chrám), 2005

Oficiální popis knihy
Anglického vědce Davida požádá matka jeho dávné přítelkyně o pomoc. Emily pracovala v africkém Kongu na výzkumu pro biotechnologickou firmu, náhle však zmizela. David se v doprovodu dvou lovců vydá na záchrannou akci a sleduje stopy zmizelé výpravy až k velkému jezeru v hlubinách pralesa. Proč se zdejší Pygmejové vyhýbají všem otázkám, které se týkají jezera a před jakou ničivou silou se je snaží varovat mladý domorodec?
- Medusa (Kamenné oko), 2004

Oficiální popis knihy
Při archeologickém výzkumu v Africe objeví Hannah tajemnou sochu připomínající Medúzu. Hvězdná mapa a symboly ve skále zavedou tým archeologů do podzemního labyrintu, kde je ukrytá další socha s okem, které při dopadu světla roní slzy. Každý chce cennou památku získat pro sebe. Přestože následuje jedna tragédie za druhou, boj o kamenné oko neutuchá. Hannah, která jediná kouzlu odolává, musí sochu přemístit někam, kde ji lidé objeví, teprve až rozluští její záhady.
Knihy pro mládež
World Runners - Série
1. díl - World Runners, lovci
2. díl - World Runners, štvanci

Evoluce - Trilogie
1. díl - Evoluce, město přeživších (Die Stadt der Überlebenden), 2018 Bookmedia
2. díl - Evoluce, věž zajatců (Der Turm der Gefangenen), 2019 Bookmedia
3. díl - Evoluce, pramen života (Die Quelle des Lebens), 2020 Bookmedia

Eden - Trilogie
- 1. díl - Zakázaný Eden / David a Juna (Das verbotene Eden / David und Juna), 2011
- 2. díl - Zakázaný Eden / Logan a Gwen (Das verbotene Eden / Logan und Gwen), 2012
- 3. díl - Zakázaný Eden / Magda a Ben (Das verbotene Eden / Magda und Ben), 2013

Pentalogie Kronika hledačů světa (Die Chroniken der Weltensucher)
- 1. díl - Město dešťožroutů (Die Stadt der Regenfresser), 2009
- 2. díl - Poseidonův palác (Der Palast des Poseidon), 2010
- 3. díl - Skleněná kletba (Der gläserne Fluch), 2011
- 4. díl - Dech ďábla (Der Atem des Teufels), 2012
- 5. díl - Chronův zákon (Das Gesetz des Chronos), 2013

Dětské knihy
- Dobrodružství na Marsu (Abenteuer auf dem Mars), 2003

Audioknihy
- Zakázaný Eden / David a Juna (Das verbotene Eden / David und Juna)
- Der gläserne Fluch
- Der Palast des Poseidon
- Korona
- Nebra
- Die Stadt der Regenfresser
- Magma
- Evoluce, město přeživších

## Ocenění
- 2011 – Cena německé fantasy literatury v kategorii nejlepší grafik/ilustrátor
- 2011 – Cena Kurda Laßwitze, 2. místo v kategorii nejlepší německý roman – Korona
- 2011 – nejlepší čtená kniha pro děti a mládež – Der Palast des Poseidon
- 2009 – nejlepší audiokniha – Die Stadt der Regenfresser
- 2009 – 50 nejlepších dětských knih 2009 – Die Stadt der Regenfresser
- 2006 – Cena Kurda Laßwitze, 1. místo v kategorii ilustrace obálky – Die Legende von Eden
- 2006 – Cena německé fantasy literatury v kategorii nejlepší grafik/ilustrátor
- 2004 – Cena Kurda Laßwitze, 1. místo v kategorii nejlepší ilustrace obálky – Asteroidenkrieg
- 2003 – Cena Kurda Laßwitze, 1. místo v kategorii nejlepší ilustrace obálky – Jupiter
- 2002 – Cena Kurda Laßwitze, 1. místo v kategorii nejlepší ilustrace obálky – Quest
- 1998 – Cena Kurda Laßwitze, 1. místo v kategorii nejlepší ilustrace obálky – Auf zwei Planeten
- 1989 – listina kandidátů na Cenu německé knihy pro mládež – Das große Buch der Saurier